# Georg Martin Ignaz Raab
Georg Martin Ignaz Raab (ur. 1 lutego 1821 w Wiedniu, zm. 31 grudnia 1885 tamże) – austriacki malarz-portrecista i miniaturzysta. 
Urodził się w rodzinie urzędnika dworskiego urzędu płatniczego. 
Studiował w latach 1833–1837 na wiedeńskiej Akademii Sztuk Pięknych u Leopolda Kupelwiesera. 
Zajmował się olejnym i akwarelowym malarstwem portretowym, a także litografią i malarstwem miniaturowym na kości słoniowej.
Namalowany przez niego portret cesarzowej Elżbiety znajduje się w zbiorach Lwowskiej Galerii Sztuki.

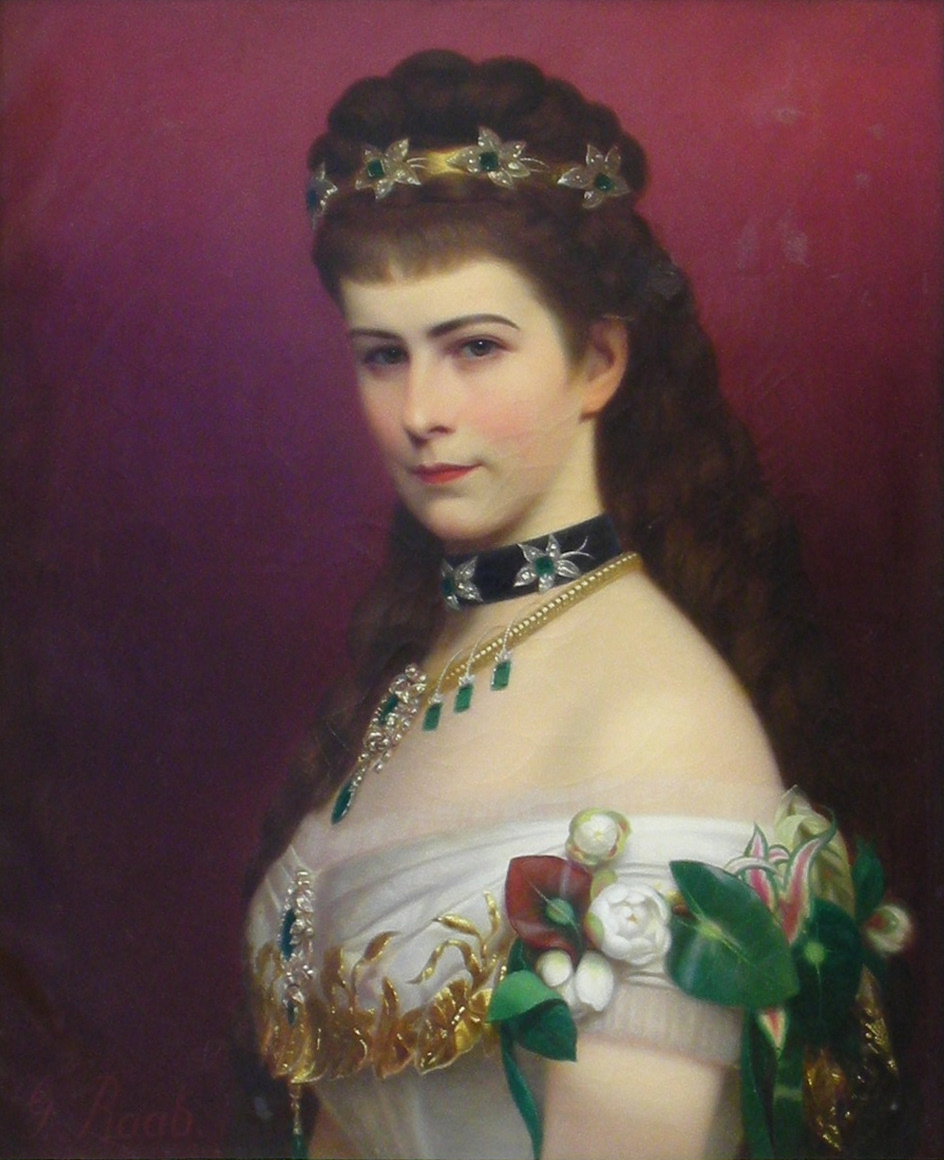
Portret Cesarzowej Elżbiety
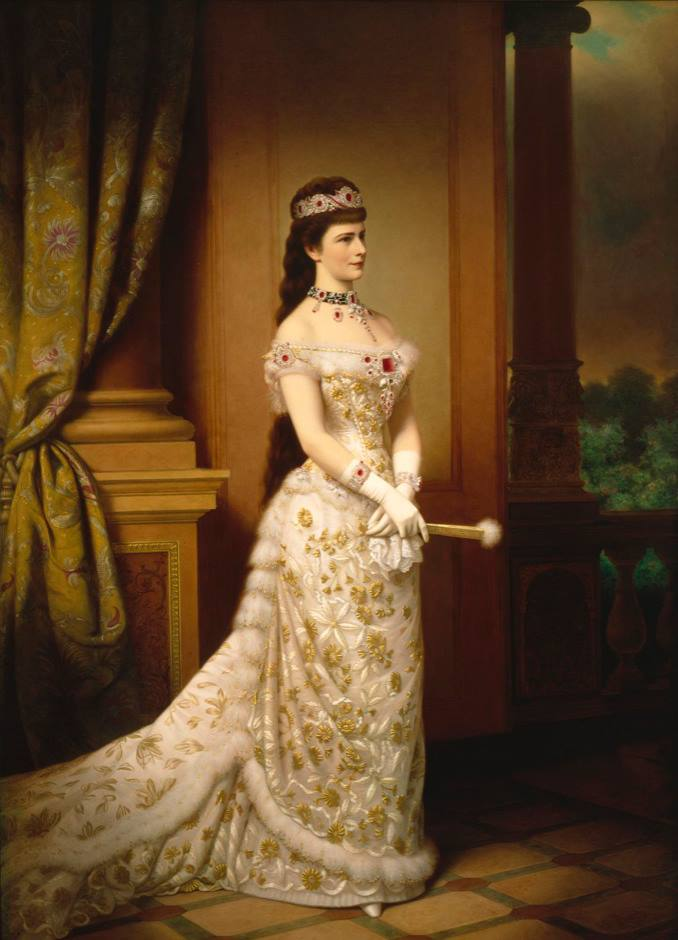
Cesarzowa Elżbieta w stroju zdobionym rubinami
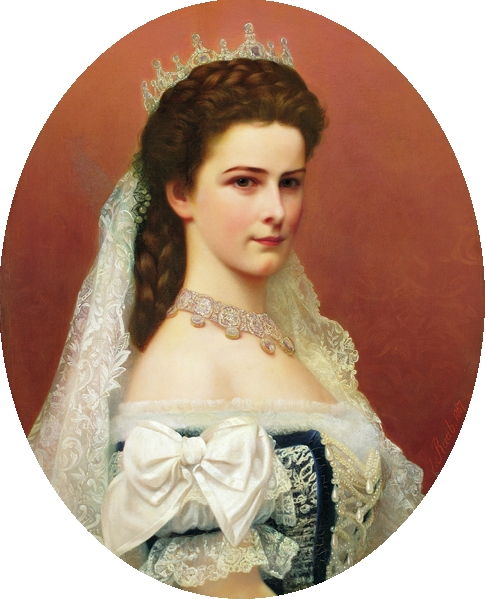
Cesarzowa Elżbieta w stroju królowej Węgier
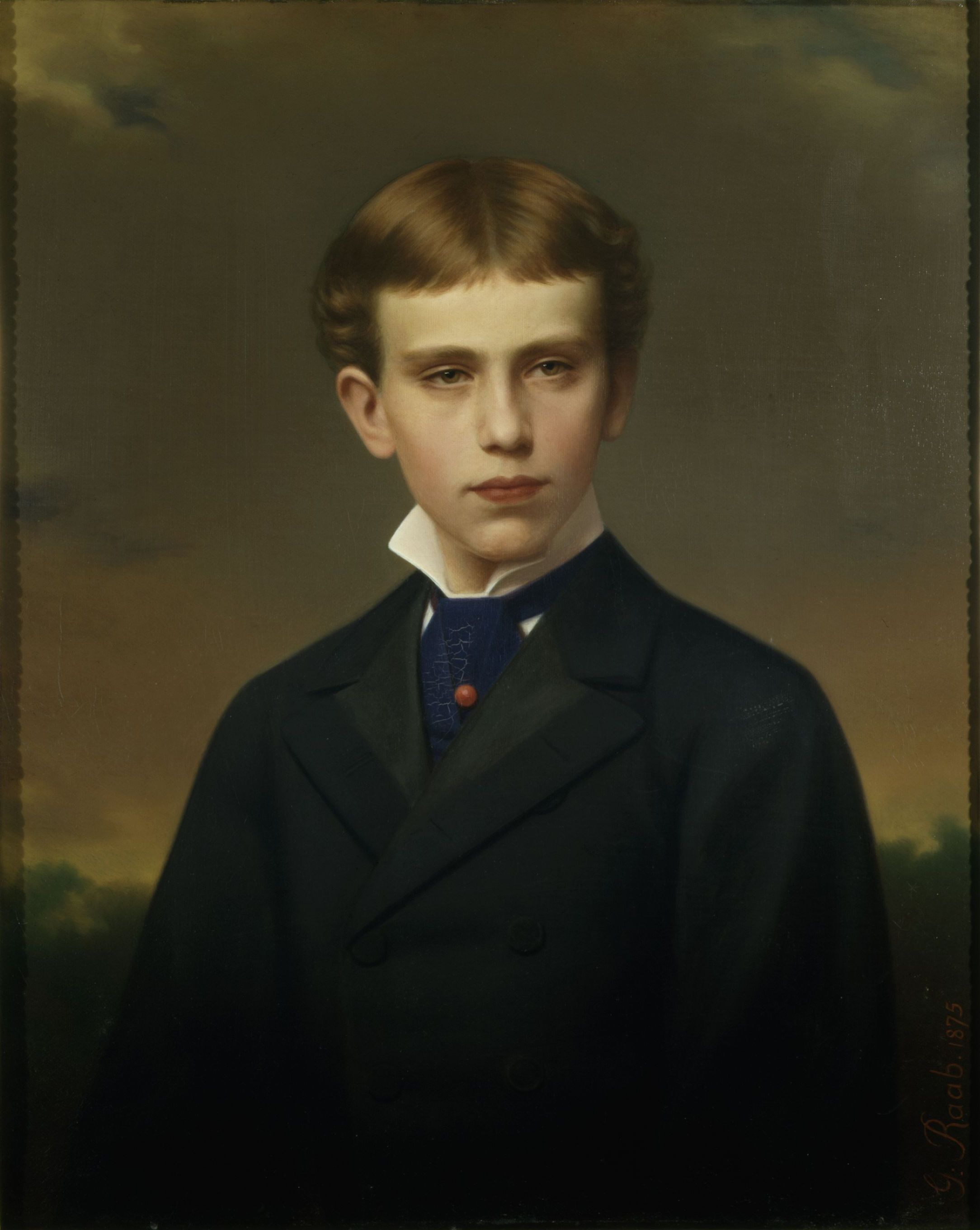
Arcyksiążę Rudolf w wieku16 lat